# The Sound
The Sound è stato un gruppo musicale inglese originario di Londra, fondato da Adrian Borland e Graham Bailey nel 1979 e attivo fino al 1988.

## Storia
La formazione originaria dei Sound era composta da Adrian Borland (voce, chitarra), Graham "Greene" Bailey (basso), Mike Dudley (batteria) e Bi Marshall, alias di Benita Biltoo (tastiere, sassofono, clarinetto). Nati sulle ceneri del primo gruppo di Borland e Bailey, gli Outsiders, già attivo sulla scena punk londinese dal 1976, i Sound mossero i primi passi nel salotto di casa Borland, dove il gruppo tra maggio e luglio del 1979 registrò con un 4 piste TEAC una dozzina circa di brani, due dei quali vennero poi pubblicati nell'EP The Physical World, edito dalla piccola casa discografica Tortch-R nel gennaio dell'anno successivo, che raccolse l'apprezzamento di NME e il passaggio nel programma radio di John Peel per la BBC. Il grezzo lavoro di studio fatto in questo periodo, insieme alla buona riuscita del loro primo EP suscitarono l'interesse della WEA e così nell'agosto del 1980 la band firmò un importante contratto con l'etichetta satellite Korova, che aveva già sotto contratto Echo & the Bunnymen. Il primo frutto discografico fu l'album Jeopardy, che ricevette anch'esso critiche molto positive e tra le cui 11 tracce figuravano riarrangiati anche quattro dei brani già registrati in precedenza: Unwritten Law, Night vs Day, Words fail me e Missiles.
A partire dal secondo album, From the Lions Mouth del 1981, la Marshall venne sostituita alle tastiere da Colvin "Max" Mayers. Questo secondo disco fu accolto ancora meglio dalla critica, ma ciò nonostante la band continuò a mantenere la dimensione di un fenomeno di nicchia, alimentato soprattutto dall'intensa attività di concerti dal vivo tenuti in giro per la Gran Bretagna e il resto dell'Europa, soprattutto in Germania e in Olanda, dove incontrarono il loro maggiore successo. Considerate le vendite insoddisfacenti dei due precedenti album, la WEA prese direttamente in mano la situazione ed esercitò forti pressioni su Borland e compagni, auspicando un mutamento di stile affinché il terzo album incontrasse finalmente un più ampio successo di pubblico, ma la band non scese a compromessi e nel 1982 realizzò All Fall Down, un'opera tutt'altro che commerciale, poco orecchiabile, connotata da una certa sperimentazione con suoni e percussioni elettronici, per la quale la WEA decise praticamente di non fare promozione e che anche la critica non apprezzò.
Dopo l'uscita di All Fall Down la WEA troncò il rapporto con il gruppo, ma ciò nonostante i Sound ebbero diverse proposte da altre major, disposte a investire su di loro. Forse scottata dall'esperienza precedente, la band scelse però di firmare con la Statik, una piccola etichetta indipendente londinese, che garantiva minore pressione. Nel 1983 i Sound collaborarono con il cantautore Kevin Hewick all'EP This Cover Keeps Reality Unreal, pubblicato dalla Cherry Red Records, per poi riprendere a dedicarsi alla scrittura di nuovi brani. L'anno successivo registrarono quindi il mini-LP Shock of Daylight, primo disco pubblicato con la Statik, seguito nel 1985 dall'album Heads and Hearts, proseguendo anche la loro attività di concerti dal vivo, che ora toccò pure gli Stati Uniti d'America, grazie a un accordo a breve termine con la A&M, che però si rivelò infruttuoso. Di fronte alla persistente difficoltà di riuscire a emergere come una band di primo piano nell'affollato panorama del post-punk inglese, nel corso del 1985 Borland iniziò a manifestare i sintomi di un serio disturbo schizoaffettivo, che avrebbe richiesto nel tempo anche trattamenti ospedalieri, oltre che farmacologici. Poco tempo dopo la pubblicazione del doppio album dal vivo In The Hothouse, nel 1986, la Statik fallì, ma il gruppo restò comunque unito abbastanza da riuscire a realizzare ancora un altro album in studio, Thunder Up, pubblicato nel 1987 con l'etichetta belga PIAS e la canadese Nettwerk. Il tour europeo organizzato per promuovere il nuovo lavoro si concluse però disastrosamente a causa della malattia mentale di Borland, che alla fine di novembre gli impedì di salire sul palco a Vitoria, in Spagna, mentre all'inizio di dicembre, a Zoetermeer, gli fece abbandonare il palco a metà del concerto, l'ultimo tenuto dai Sound. Mike Dudley decise allora di chiudere la sua carriera musicale e la band si sciolse poche settimane dopo, all'inizio del 1988. Anche Graham Bailey lasciò la musica e nel 1992 si trasferì negli USA, mentre Colvin Mayers morì di AIDS il 26 dicembre 1993. Adrian Borland intraprese invece la carriera solista, spesso apprezzato dalla critica, ma con scarso successo commerciale; al culmine della sua malattia, appena finito di registrare il suo sesto album, Harmony and Destruction, il 26 aprile 1999 si suicidò a 41 anni gettandosi sotto un treno della metropolitana alla Wimbledon Station.

## Lascito
Durante la loro decennale carriera i Sound hanno pubblicato sei album e un EP in studio e due dischi dal vivo, l'EP Live Instinct e il doppio LP In The Hothouse, registrazione di due serate al Marquee Club di Londra nell'agosto 1985. Oltre alla discografia ufficiale, grazie al lavoro di recupero dell'etichetta olandese Renascent, in seguito sono stati pubblicati anche l'inedito album in studio Propaganda, che raccoglie le registrazioni domestiche del 1979 e uscito poche settimane prima della morte di Borland, quindi le sessioni alla BBC e altri cinque live, registrati tra il 1981 ed il 1985 in Olanda. Nel 2021 l'etichetta olandese Sounds Haarlem Likes Vinyl ha pubblicato una compilation live, Will and Testament, in cui sono stati inclusi brani registrati agli ultimi concerti della band e anche 4 brani inediti registrati in studio, Kiss of Life del 1985 e gli ultimi tre scritti dalla band nel 1987, 13 Hours, All I Need (Is You Today) e Will.
In molti hanno dichiarato che ai Sound non venne tributato il riconoscimento che meritavano. Dal Sun Records Music Store: "I Sound furono tragicamente ignorati nel loro tempo, ed ancora oggi non si parla di loro come meriterebbero". Dal Trouser Press: "È difficile capire come mai questo quartetto di Londra non ebbe successo commerciale. Furono agli stessi livelli dei The Psychedelic Furs e di Echo & the Bunnymen". E secondo Jack Rabid, di Big Takeover Magazine, "The Sound furono tra le band migliori degli anni '80, nonostante il poco successo commerciale".

## Formazione
- Adrian Borland: chitarra, voce e testi
- Graham "Greene" Bailey: basso
- Michael Dudley: batteria, percussioni
- Colvin "Max" Myers: tastiere, chitarra (dal 1981)
- Bi Marshall (Benita Biltoo): tastiere, sassofono, clarinetto (1979-1980)

## Discografia

### Album
- 1980 - Jeopardy (Korova)
- 1981 - From the Lions Mouth (Korova)
- 1982 - All Fall Down (WEA)
- 1984 - Shock of Daylight (Statik)
- 1985 - Heads and Hearts (Statik)
- 1987 - Thunder Up (PIAS-Nettwerk)
- 1999 - Propaganda (Renascent)

### EP
- 1980 - The Physical World (Tortch-R)

### Live
- 1981 - Live Instinct (WEA)
- 1986 - In the Hothouse (Statik)
- 2004 - The BBC Recordings (Renascent)
- 2006 - The Dutch Radio Recordings 1. 08.03.81 Amsterdam, Paradiso (Renascent)
- 2006 - The Dutch Radio Recordings 2. 09.04.82 Utrecht, No Nukes Festival (Renascent)
- 2006 - The Dutch Radio Recordings 3. 24.01.83 Arnhem, Stokvishal (Renascent)
- 2006 - The Dutch Radio Recordings 4. 01.07.84 Den Haag, Parkpop Festival (Renascent)
- 2006 - The Dutch Radio Recordings 5. 09.04.85 Utrecht, Vrije Vloer (Renascent)

### Compilation
- 1986 - Counting the Days (Statik)
- 1996 - Shock of Daylight & Heads and Hearts (Renascent)
- 2014 - Jeopardy/From the Lion's Mouth/All Fall Down...Plus cofanetto (Edsel)
- 2015 - Shock of Daylight/Heads and Hearts/In the Hothouse (Live)/Thunder Up/Propaganda cofanetto (Edsel)
- 2021 - Will and Testament doppio CD/LP live/studio (Sounds Haarlem Likes Vinyl)

### Singoli
- 1980 - Heyday/Brute Force (Korova)
- 1981 - Sense of Purpose (What Are We Going to Do)/Point of No Return (Korova)
- 1982 - Hot House/New Dark Age (live) (Korova)
- 1982 - Party of the Mind/Calling the New Tune (WEA)
- 1984 - Counting the Days/Dreams Then Plans (Statik)
- 1984 - One Thousand Reasons/Blood and Poison (Statik)
- 1984 - Golden Soldiers/Counting the Days (Statik)
- 1984 - Blood and Poison/Steel Your Air (Statik)
- 1985 - Temperature Drop/Oiled (Statik)
- 1985 - Under You/Total Recall (Statik)
- 1987 - Hand of Love/Such a Difference (PIAS)
- 1987 - Iron Years (Remix)/I Give You Pain (Live) (PIAS)

### Collaborazioni
- 1983 - This Cover Keeps Reality Unreal, EP con Kevin Hewick (Cherry Red)